# Комолость
Комо́лость, безро́гость — врождённое отсутствие рогов у рогатого скота.
У некоторых групп животных это наследственный признак; у крупного рогатого скота она доминантна. Комолость стараются закрепить в стадах, так как она делает более безопасным уход за животными и предотвращает ранения ими друг друга.
Выведены комолые породы и отродья: абердин-ангусская порода коров, печорское и вычегодское отродья коров Коми, гемпширская, шропширская, суффолкская и саутдаунская породы овец и др. Есть породы овец, где безрогость наблюдается только у самок: меринос, рамбулье и др.. Комолые особи встречаются и в рогатых породах: джерсейская, герефордская, шортгорнская породы коров и др.
Применяют и искусственное удаление рогов.